# آلامو لیک (آریزونا)
دریاچه الامو، اریزونا (به انگلیسی: Alamo Lake, Arizona) یک منطقهٔ مسکونی در ایالات متحده آمریکا است که در آریزونا واقع شده‌است.

## خصوصیات
دریاچه الامو ۲۵ نفر جمعیت دارد و ۴۰۱٫۱۲ متر بالاتر از سطح دریا واقع شده‌است.